# Intento de golpe de Estado en Panamá de 1989
El intento de golpe de Estado en Panamá de 1989 fue un levantamiento fallido que ocurrió en la Ciudad de Panamá el 3 de octubre en 1989. El intento estuvo encabezado por el mayor Moisés Giroldi, apoyado por un grupo de oficiales que habían regresado de una misión de las Naciones Unidas de mantenimiento de la paz en Namibia. Aunque los conspiradores lograron capturar al dictador panameño Manuel Noriega, el golpe fue reprimido rápidamente. Giroldi y otros nueve miembros de las Fuerzas de Defensa de Panamá, fueron ejecutados los días 3 y 4 de octubre de 1989. Estos hechos se conocieron como la "Masacre de Albrook".

## Antecedentes
Las relaciones entre Panamá y los Estados Unidos se habían deteriorado constantemente durante la década de 1980, debido a las preocupaciones de los Estados Unidos sobre la seguridad de los ciudadanos estadounidenses en Panamá, el destino del Canal de Panamá, la importancia estratégica de este, y la supuesta participación de Noriega en la facilitación del tráfico de drogas. Bajo la administración Reagan, Estados Unidos acusó a Noriega de tráfico de drogas e introdujo sanciones económicas contra Panamá, pero estas medidas no lograron la renuncia de Noriega.
Se había intentado un golpe de Estado en marzo de 1988, pero había fracasado y Giroldi fue uno de los encargados de suprimirlo.
Dos días antes del golpe, la esposa de Giroldi, Adela Bonilla de Giroldi, informó al Comando Sur de los Estados Unidos que era imnimente golpe de Estado al régimen de Noriega. Esto resultó en una reunión entre Moisés Giroldi y dos agentes de la CIA. Los oficiales estadounidenses afirmaron que Giroldi solo pidió una ayuda mínima para realizar el golpe: protección para su familia y bloqueos de carreteras por parte de las tropas estadounidenses en la Zona del Canal de Panamá en dos lugares estratégicos para evitar que el resto de las tropas de las Fuerzas de Defensa acudieran al rescate de Noriega. El Secretario de Defensa de Estados Unidos, Dick Cheney, declaró posteriormente que la administración Bush desconfiaba de Giroldi, temiendo que los estuvieran llevando a una trampa diseñada para avergonzar a los Estados Unidos y también dudaba de la capacidad de Giroldi para tener éxito y entregar a Noriega en manos estadounidenses para ser juzgado. Como resultado, Estados Unidos se negó a comprometerse a brindar apoyo específico al golpe.

## El golpe
Moisés Giroldi inició y dirigió el golpe para capturar al dictador panameño Manuel Noriega poco antes de las 8:00 a. m. del día 3 de octubre de 1989. Los rebeldes debatieron sobre entregar a Noriega en manos estadounidenses. Esto le dio a Noriega una ventana de oportunidad que utilizó para pedir ayuda por teléfono al resto de las Fuerzas de Defensa leales a él. Aunque las tropas estadounidenses bloquearon los dos caminos de la Zona del Canal que Giroldi les había señalado, el resto de las tropas leales a Noriega que habían recibido la llamada de auxilio usaron el Aeropuerto de Tocumen para eludir el bloqueo terrestre y trasladar tropas por vía aérea. El contraataque de las tropas leales a Noriega llevó a los rebeldes a rendirse. Moisés Giroldi y diez soldados más habían encabezado el golpe: el capitán Jorge Bonilla Arboleda; los mayores Juan Arza Aguilera, León Tejada González, Edgardo Sandoval Alba, Eric Murillo Echevers y Nicasio Lorenzo Tuñón; los tenientes Francisco Concepción e Ismael Ortega Caraballo; subtenientes Feliciano Muñoz Vega y Dioclides Julio.

## Detenciones y Masacre de Albrook
Los golpistas fueron llevados a un hangar de aviones en Albrook donde fueron interrogados y torturados por leales a Noriega. Ocho de ellos fueron ejecutados en los hangares de Albrook, Giroldi y un sargento fueron ejecutados en el cuartel militar de San Miguelito, mientras que un undécimo participante murió en prisión tras ser torturado. Estos hechos fueron denominados la "masacre de Albrook" por los medios locales e internacionales. 74 oficiales involucrados en el golpe fueron enviados a la prisión de Coiba.
Los familiares de los ejecutados afirmaron que los miembros de la familia fueron objeto de persecución por parte del régimen de Noriega, alegando que sus casas habían sido allanadas y saqueadas y que habían recibido avisos de desalojo.

## Reacciones
Adela Bonilla de Giroldi culpó del fracaso del golpe a la "traición" a su marido por parte de otro mayor que, según ella, inicialmente había respaldado la medida pero había cambiado de bando el día del golpe. Fuentes estadounidenses consideraron que el fracaso del golpe se debió a la mala planificación de los rebeldes, la falta de comunicación entre ellos y Estados Unidos y las dudas del lado estadounidense sobre los motivos e intenciones de los conspiradores que realizarían el golpe. Afirmaron que las razones del fracaso fueron que Giroldi no les proporcionó números de contacto y que Estados Unidos no comunicó los deseos estadounidenses a los rebeldes.
En el Senado de los Estados Unidos, la administración Bush recibió críticas desde ambos bloques mayoritarios por su manejo y reacción ante el  golpe. El senador demócrata Sam Nunn, junto con otros senadores, acusó a los funcionarios de la administración Bush de ser deshonestos y ocultar información al Senado. El senador republicano Jesse Helms afirmó que los rebeldes se habían ofrecido a entregar a Noriega a las fuerzas estadounidenses, pero esta oferta había sido rechazada. Cheney negó las afirmaciones de Helms.

## Consecuencias
El fracaso del golpe provocó "un cambio filosófico" dentro del Pentágono, ya que los oficiales militares estadounidenses se dieron cuenta de que Noriega probablemente no sería destituido internamente y que se necesitaría una participación más significativa de Estados Unidos para sacarlo del poder. Esto condujo a la invasión estadounidense de Panamá dos meses después.
Por su participación en la ejecución de Giroldi, Noriega y el capitán militar Heráclides Sucre Medina fueron condenados a 20 años de prisión e inhabilitados para el servicio público por 10 años. Evidelio Quiel Peralta, quién había huido a Costa Rica, fue juzgado in absentia y sentenciado a 20 años en prisión.
El 4 de octubre de 2015, el presidente de Panamá, Juan Carlos Varela, anunció la construcción de un monolito en memoria de las víctimas. El monolito y la placa en memoria de los 11 se inauguraron el 25 de octubre de 2016, en la estación Albrook del Metro de Panamá.
En mayo de 2016, Gabriel Pinzón, director general del sistema penitenciario, confirmó que Noriega estaría detenido hasta 2030 por su participación en la masacre de Albrook.